# Patrick Cordier
Patrick Cordier (Besançon, 29 de dezembro de 1946 - Les Pennes-Mirabeau, 5 de junho de 1996) foi um alpinista francês.
Alpinista, guia de alta montanha especialista da escalada  solo. É considerado como uma das figuras importantes da escalada da década de 1970 pois sempre tentou utilizar o mínimo possível o pitão.
Introduziu em França as técnicas que viu serem empregues no Canadá e na Califórnia e em 1975 utiliza-a no pilar oeste da  Ponta Lépiney, e em seguida faz a primeira ascensão do pilar sul da Aiguille de Roc sem utilizar um pitão!
Depois de se ter longamente exercido em solitários como o Pilier du Souvenir, o Nid d’Aigle e o Pilier de Choranche, em 1976 realiza a primeira ascensão da face sul da Aiguille du Fou, e convida o cineasta alpino Jacques Ramouillet que o filma de uma aresta próxima, o que dá origem ao filme Voyage en face sud.

## Biografia
Em 1981 escreveu Les Préalpes do Sud que é o nono título das Les 100 plus belles courses; Paris, Demoël, 1977.